# Tioszénsav
A tioszénsav szervetlen sav, a szénsav kénanalógja, képlete H2CS3. Szén-diszulfid és hidrogénszulfid anion reakciójával állítható elő:
CS2 + SH− → S2CSH−
S2CSH− + OH− → CS32− + H2O
A tioszénsav hevítés hatására elbomlik:
H2CS3 → CS2 + H2S (g)

## Fordítás
Ez a szócikk részben vagy egészben  a   Thiocarbonic acid című angol Wikipédia-szócikk ezen változatának fordításán alapul.  Az eredeti cikk szerkesztőit annak laptörténete sorolja fel. Ez a jelzés csupán a megfogalmazás eredetét és a szerzői jogokat jelzi, nem szolgál a cikkben szereplő információk forrásmegjelöléseként.